# Fòntsegunha

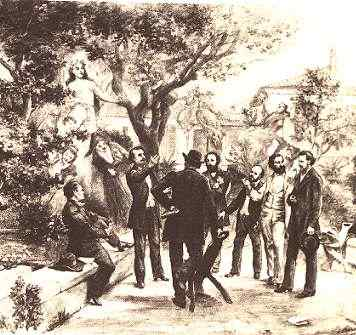
El naixement del Felibritge

Fòntsegunha, és un lloc del municipi provençal de Castèunòu de Gadanha, on s'hi troba l'edifici històric conegut com a castell de Fontsegunha.
Era la localització d'una antiga bastida, fundada el segle xv per un cardenal. L'actual edifici fou construït el 1860.
El 21 de maig de 1854, hi fou fundat el Felibritge, moviment cultural occità per part de Frederic Mistral, Josèp Romanilha, Teodòr Aubanèu, Joan Brunet, Pau Giera, Ansèume Matieu i Anfós Tavan.
Frederic Mistral descriu l'indret com una vil·la de descans d'estil italià que havia fet construir un cardenal romà.
La vil·la es troba a prop de la Font de Valclusa, que celebrà Petrarca a Chiare, fresche et dolci acque, la cançó 126 del seu famós Cançoner. Els felibres trobaren l'inspiració en aquell lloc.